# Bernau am Chiemsee
Bernau am Chiemsee, Bernau a.Chiemsee – miejscowość i gmina w Niemczech, w kraju związkowym Bawaria, w rejencji Górna Bawaria, w regionie Südostoberbayern, w powiecie Rosenheim. Leży nad jeziorem Chiemsee, około 20 km na południowy wschód od Rosenheimu, przy autostradzie A8, drodze B305 i linii kolejowej Monachium – Salzburg.

## Demografia
| Rok  | Liczba mieszk. |
| ---- | -------------- |
| 1970 | 3 792          |
| 1987 | 4 859          |
| 2000 | 6 404          |
| 2005 | 6 667          |

### Struktura wiekowa
Dane o ludności z 31 grudnia 2008:
| Opis                                | Ogółem | Ogółem | Kobiety | Kobiety | Mężczyźni | Mężczyźni |
| ----------------------------------- | ------ | ------ | ------- | ------- | --------- | --------- |
| Jednostka                           | osób   | %      | osób    | %       | osób      | %         |
| Populacja                           | 7019   | 100    | 3158    | 44,99   | 3861      | 55,01     |
| Wiek przedprodukcyjny (0–17 lat)    | 1030   | 14,67  | 486     | 6,92    | 544       | 7,75      |
| Wiek produkcyjny (18–65 lat)        | 4420   | 62,97  | 1885    | 26,86   | 2535      | 36,12     |
| Wiek poprodukcyjny (powyżej 65 lat) | 1569   | 22,35  | 787     | 11,21   | 782       | 11,14     |

## Polityka
Wójtem gminy jest Klaus Daiber z CSU, rada gminy składa się z 12 osób.
|      | CSU | SPD | BL | ÜWG | WMG | Zieloni | Razem |
| 2008 | 10  | 2   | 3  | 2   | 1   | 2       | 20    |
| 2002 | 10  | 3   | 3  | 2   | 2   | -       | 20    |